# Yang Pu
Yang Pu, né le 30 mars 1978 à Pékin (Chine), est un footballeur chinois d'origine nordcoréenne.